# Saleisha Stowers
Saleisha Stowers, född 10 januari 1986 i Los Angeles, Kalifornien, är en amerikansk fotomodell och vinnare av TV-serien America's Next Top Model. Stowers vann ett kontrakt med 

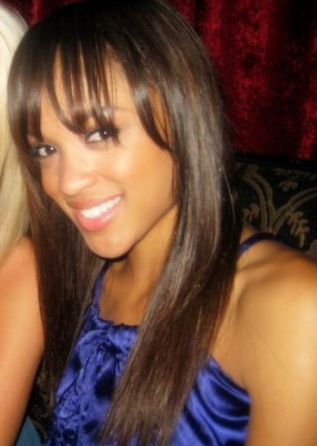

Elite Model Management och har gjort modelljobb för bland annat Seventeen Magazine.